# Gerd Bonk
Gerd Bonk, né le 26 août 1951 à Limbach (Saxe)  et mort le 20 octobre 2014 à Greiz, est un haltérophile est-allemand.

## Carrière
Il commence sa carrière sportive en lancer du poids: en 1967, il bat le record d'Allemagne de l'Est junior avec un lancer de 17,82 m. Pour accroître sa masse musculaire, il pratique l'haltérophilie, sport auquel il se consacre pleinement à partir de 1969. En 1971, il devient champion d'Allemagne de l'Est dans la catégorie des plus de 110 kg et fait ses débuts internationaux. L'année suivante, il remporte la médaille de bronze aux Jeux olympiques de Munich.
Spécialiste de l'épaulé-jeté, il bat le record du monde à deux reprises: 
- 246,5 kg en 1975 à Chemnitz;
- 252,5 kg en 1976 à Berlin.

En 1975, il est vice-champion du monde. En 1976, il remporte la médaille d'argent aux Jeux olympiques de Montréal, ainsi que le titre de champion d'Europe.
Sa carrière s'achève en 1980 lorsqu'il n'est pas retenu pour les Jeux de Moscou.

## Dopage
Après la fin de sa carrière, il souffre de différents maux (diabète, insuffisance hépatique, engourdissements des pieds) attribués au dopage, comme de nombreux autres athlètes est-allemands,.